# Nyctibatrachus petraeus
Espèce
Statut de conservation UICN

 LC  : Préoccupation mineure
Nyctibatrachus petraeus est une espèce d'amphibiens de la famille des Nyctibatrachidae.

## Répartition
Cette espèce est endémique du district de Dakshina Kannada au Karnataka dans le sud-ouest de l'Inde.

## Description
L'holotype de Nyctibatrachus petraeus, une femelle adulte, mesure 43,2 mm.

## Étymologie
Son nom d'espèce, du grec ancien πέτρα, pétra, « pierre, rocher », lui a été donné en référence au substrat sur lequel elle a été trouvée.

## Publication originale
- Das & Kunte, 2005 : New species of Nyctibatrachus (Anura: Ranidae) from Castle Rock, Karnataka State, Southwest India. Journal of Herpetology, vol. 39, p. 465-470 (texte intégral).